# VIVA! 6×7
『VIVA! 6×7』（ビバ・シックス・バイ・セブン）は、松任谷由実（ユーミン）の33枚目のオリジナルアルバム。2004年11月10日に東芝EMIからリリースされた（初回盤：TOCT-25600、通常盤：TOCT-25601）。2004年12月20日～2005年6月17日『VIVA! 6×7』コンサートツアーが行われた。

## 解説
- アルバムのテーマは「ヨーロッパの薫り」。
- プロデューサーである松任谷正隆は当初、セルフカバーアルバム「Yuming Compositions: FACES」（2003年12月発売）と同時期にオリジナルアルバムを発売しようと考えていたが、「シャングリラII」公演などのスケジュールの都合により、約2年かけて製作されることになった作品。
- 絵画のように見えるジャケットは、実は本物の写真を加工したもの。信藤三雄が手掛け、2台の車は「アルファロメオ・ジュリエッタスパイダー」と「ポルシェ・356A」で「CAR GRAPHIC」誌に協力を依頼した。
- 本作の発売日は2004年11月17日と発表されていたが、1週間前倒しされた。
- タイトルの「6×7」は撮影用フィルムから来ている。もともとユーミンはイタリア映画で使われていた『8×9』をタイトルにしたいと松任谷正隆に相談した際、松任谷正隆から「フィルムの大きさをタイトルにするのであれば、『6×7』の方が語呂がいいのでは?」との提案に賛同し、アルバムタイトルとなった。
- 本作には先行シングル曲がない。ただし「永遠が見える日」はDVDシングルのみで先行リリースされた。
- この作品でオリコンアルバムチャート連続TOP10入り年数の最長記録を更新（1975～2004年）したが、翌2005年にはアルバム発売がなかったため記録は途絶えることとなった。
- 初回盤（TOCT-25600）はCD-EXTRA仕様。期間限定特設サイトへアクセスが出来た。
- このアルバムのツアーで、16年ぶりに地元八王子でコンサートが行なわれた。

## 収録曲

### CD
| 全作詞・作曲: 松任谷由実、全編曲: 松任谷正隆。 |                                                           |            |            |      |
| #                                              | タイトル                                                  | 作詞       | 作曲・編曲 | 時間 |
| 1.                                             | 「－Prologue－」                                          | 松任谷由実 | 松任谷由実 | 0:19 |
| 2.                                             | 「太陽の逃亡者 -Runaways In the Golden Afternoon-」       | 松任谷由実 | 松任谷由実 | 4:27 |
| 3.                                             | 「恋の苦さとため息と -Since You Stole My Heart-」         | 松任谷由実 | 松任谷由実 | 4:56 |
| 4.                                             | 「Choco-language （ショコランゲージ）」                   | 松任谷由実 | 松任谷由実 | 4:01 |
| 5.                                             | 「水槽のJellyfish -Jellyfish In the Fish Tank-」          | 松任谷由実 | 松任谷由実 | 5:06 |
| 6.                                             | 「灯りをさがして -Look At Me-」                           | 松任谷由実 | 松任谷由実 | 5:31 |
| 7.                                             | 「永遠が見える日 -Eternity In My Eyes-（album version）」 | 松任谷由実 | 松任谷由実 | 4:19 |
| 8.                                             | 「Summertime」                                            | 松任谷由実 | 松任谷由実 | 3:57 |
| 9.                                             | 「ひまわりがある風景 -You and the Sunflowers-」           | 松任谷由実 | 松任谷由実 | 4:43 |
| 10.                                            | 「Invisible Strings」                                     | 松任谷由実 | 松任谷由実 | 5:08 |
| 11.                                            | 「霧の中の影 -Shadow In the Fog-」                        | 松任谷由実 | 松任谷由実 | 5:48 |

### 楽曲解説
1. －Prologue－
アルバムの始まりを告げるSEに近いトラックで、収録時間は約20秒とユーミンの音源で最も短い。
2. 太陽の逃亡者
田島貴男（ORIGINAL LOVE）とデュエット。駆け落ちがテーマの歌。JR北海道「冬のイメージソング」としてタイアップ。
3. 恋の苦さとため息と
ビデオクリップあり。
4. Choco-language （ショコランゲージ）
不二家「ルックチョコレート」CMソング[2]。ショコランゲージはユーミンの造語。
5. 水槽のJellyfish
苗場プリンスホテルCMソング[2]。
6. 灯りをさがして
日本テレビ系『あの日にかえりたい〜東京キャンティ物語〜』イメージソング。
7. 永遠が見える日（album version）
アルバムバージョン。映画『天国の本屋〜恋火』主題歌。ビデオクリップあり。
ユーミンが言うには、「自分で言うのも何ですが、花火ソングのお手本のような曲」[3]。
8. Summertime
9. ひまわりがある風景
10. Invisible Strings
不二家「カントリーマアム」CMソング。
11. 霧の中の影
映画『男と女』をイメージして作られた。プロデューサー談によると「霧の中って、（車で）どんなに速く走っても何キロで走っているかわからない。別れが訪れるということが既にわかっている男と女が同じ時間を共有しながら、メビウスの輪みたいにネジ曲がった別の時空間にいるという感じを出したかった」。

## 参加ミュージシャン
- キーボード＆プログラミング : 松任谷正隆（#2～#11）
- ドラム : John Robinson（#2,#4,#5,#9,#10）、Vinnie Colaiuta（#3,#7,#8）
- エレクトリックギター : Dean Parks（#2,#4,#5,#7,#9,#10）、松原正樹（#2）、鳥山雄司（#8,#9）
- アコースティックギター : Dean Parks（#7,#9,#11）
- ベース : Neil Stubenhaus（#2～#11）
- パーカッション : Michael Fisher（#2～#8,#10,#11）
- トランペット : Jerry Hey（#2,#3,#5）, Gary Grant（#2,#3,#5）
- トロンボーン : Bill Reichenbach（#2,#5）
- サックス : Dan Higgins（#2,#3,#5）
- フルート : Dan Higgins（#3）
- ヴァイオリン : グレート栄田（#10）、Joel Derouin、Charlie Bisharat、Peter Kent、Berj Garabedian、Larry Greenfield、Michele Richards、Rachel Stegman、Mari Tsumura、Josephina Vergara、John Wittenberg （#2,#3,#4,#6,#10,#11）
- ヴィオラ : Evan Wilson, Denyse Buffum, Pam Goldsmith（#2,#3,#4,#6,#10,#11）
- チェロ : Larry Corbett, Suzie Katayama （#2,#3,#4,#6,#10,#11）
- コーラス : 松任谷由実（#2～#11）、田島貴男（#2）、木戸泰弘（#4）、比山貴詠史（#4）、広谷順子（#4）、Rickey Peterson（#10）